# Golpe de Estado de julio de 1936 en Sevilla
El Golpe de Estado en España de julio de 1936 contra el gobierno de la República española, que dio comienzo a la Guerra Civil, tuvo en Sevilla uno de sus episodios decisivos.
El día 18 de julio a las dos de la tarde una parte de la guarnición de Sevilla se sublevó contra el Gobierno. El día anterior los golpistas del Ejército de África se habían apoderado del protectorado español de Marruecos, pero en la Península no había habido aún ninguna sublevación. Los golpistas sevillanos arrestaron al general José Fernández de Villa-Abrille, que estaba al mando de la 2.ª División Orgánica y por tanto de todo el Ejército en Andalucía, y pusieron en su lugar al general Gonzalo Queipo de Llano. Rápidamente se hicieron con el control de los principales regimientos de la ciudad y de instalaciones estratégicas como el Parque de Artillería. Solo permanecieron leales al Gobierno, representado en Sevilla por el gobernador civil José Mª Varela Rendueles, la Guardia de Asalto y la base aérea de Tablada, así como algunos voluntarios de partidos de izquierda.
Los sublevados intentaron apoderarse del gobierno civil, pero se encontraron con una dura resistencia por parte de los guardias de asalto, a los que solo lograron doblegar cuando se incorporó al combate una batería de artillería. El gobernador Varela se rindió a las ocho de la tarde y en las horas siguientes se rindieron sucesivamente el cuartel de la Guardia de Asalto y la base de Tablada. Entre tanto otras guarniciones de Andalucía se habían sublevado tras recibir la señal de Queipo de Llano. El golpe triunfó en Córdoba y en la provincia de Cádiz, y fracasó en Málaga. Dos días más tarde se sublevó la guarnición de Granada, logrando hacerse con el control de la ciudad tras vencer una dura resistencia.
Un número desconocido de milicianos de izquierda levantó barricadas en los barrios populares de Triana, la Macarena y San Bernardo y se dispuso a resistir con armas ligeras. Desde la provincia de Huelva el Gobierno envió refuerzos: unos 120 guardias civiles y de asalto y una columna de mineros con dinamita. Sin embargo, el jefe de los guardias se pasó a los sublevados y el 19 por la mañana tendió una emboscada a los mineros, a los que aniquiló en la Pañoleta. Por su parte los sublevados sí que recibieron refuerzos: tropas de la Legión y de Regulares llegadas por tierra y por aire.
El día 20 los militares golpistas lanzaron ataques contra Triana y contra la plaza de San Marcos, que fueron ambos repelidos. Al día siguiente una nueva ofensiva sobre Triana, con más tropas y más organizada, acabó con la resistencia del barrio. El día 22 los golpistas asaltaron y tomaron la Macarena y los restantes barrios controlados por las milicias de izquierda. Durante estos combates los sublevados fusilaron a todo resistente o sospechoso de serlo, muriendo un número desconocido de combatientes y de civiles. En los meses siguientes continuaron los fusilamientos; se estima que fueron ejecutadas entre 3000 y 6000 personas. En el bando opuesto murieron un total de 13 personas, incluyendo tanto bajas en combate como civiles linchados por partidarios del Gobierno. Sevilla se convirtió en una de las bases principales de los sublevados, que desde allí lanzaron ofensivas sobre Huelva (julio 1936), Madrid (por Extremadura) (agosto 1936) y Málaga (enero-febrero 1937).

## Antecedentes: Sevilla en 1936

### Situación política
Durante la Segunda República la provincia de Sevilla fue una de las más conflictivas de todo el país. Ya en julio de 1931, durante una huelga general que llevó a la declaración del estado de guerra, unos militares mataron a cuatro presos comunistas en el parque de María Luisa. Poco después el general Sanjurjo eligió Sevilla para sublevarse contra la República en un fallido golpe de Estado conocido como «la Sanjurjada». Fue también en las afueras de Sevilla donde tuvo lugar la primera concentración pública armada de la milicia carlista («requeté»), en abril de 1934.
En las elecciones generales de febrero de 1936 triunfó ampliamente el Frente Popular, coalición de partidos de izquierdas, tanto en la ciudad de Sevilla como en el resto de la provincia. Dentro de la izquierda los partidos principales eran la Unión Republicana del sevillano Diego Martínez Barrio y el Partido Comunista de España, que era mayoritario entre los obreros. Al igual que en el resto del país, a partir de ese momento la tensión política y social fue en aumento y haciéndose cada vez más violenta. Únicamente durante el mes de febrero se contabilizaron 34 asesinatos en la provincia de Sevilla, que fue superada solo por la de Madrid con 67. El 15 de julio el gobernador civil, José María Varela Rendueles, prohibió toda manifestación y reunión pública.

### Situación militar
En 1936 el Ejército de tierra español estaba organizado territorialmente en «divisiones orgánicas». La 2.ª División Orgánica tenía su cuartel general en Sevilla y jurisdicción sobre todas las guarniciones de Andalucía. La comandaba el general José Fernández de Villa-Abrille.
| Unidad / instalación | Mando                                      | Notas                                                                                                 |
| --- | ------------------------------------------ | --- |
| Cuartel general de la 2.ª División Orgánica                                                                                             | general de división J. Fdez. Villa-Abrille | |
| Cuartel general de la 2.ª Brigada de Artillería                                                                                         | general de brigada J. López Viota          | |
| Regimiento de Infantería Granada n.º 6                                                                                                  | coronel M. Allanegui                       | Los dos batallones se encontraban con menos de la mitad de sus efectivos, por los permisos de verano. |
| Regimiento de Caballería Taxdir n.º 8                                                                                                   | coronel S. Mateo                           | |
| Regimiento de Artillería Ligera n.º 3                                                                                                   | coronel S. Rguez. Cerezo                   | |
| Parque de Artillería | comandante J. Méndez (?)                   | Almacenaba 40 000 fusiles.                                                                            |
| Batallón de Ingenieros y Zapadores n.º 2                                                                                                | teniente coronel E. Marqueríe              | |
| Grupo de Intendencia | comandante F. Núñez                        | |
| Base aérea de Tablada | comandante R. Martínez Esteve              | |
| Guardia de Asalto | comandante J. Loureiro                     | |
| Guardia Civil (17.º Tercio) | coronel A. Blanco                          | De baja Blanco por enfermedad, le sustituía el teniente coronel J. Conde.                             |
| Carabineros (7.ª Zona) | coronel L. Pilar                           | |
| Unidades militares de Sevilla y militares al mando el 18 de julio de 1936. Fuentes: Ortiz p. 75-80; Salas, pp. 168–170; Hurtado, p. 31. |                                            | |

### Trama golpista

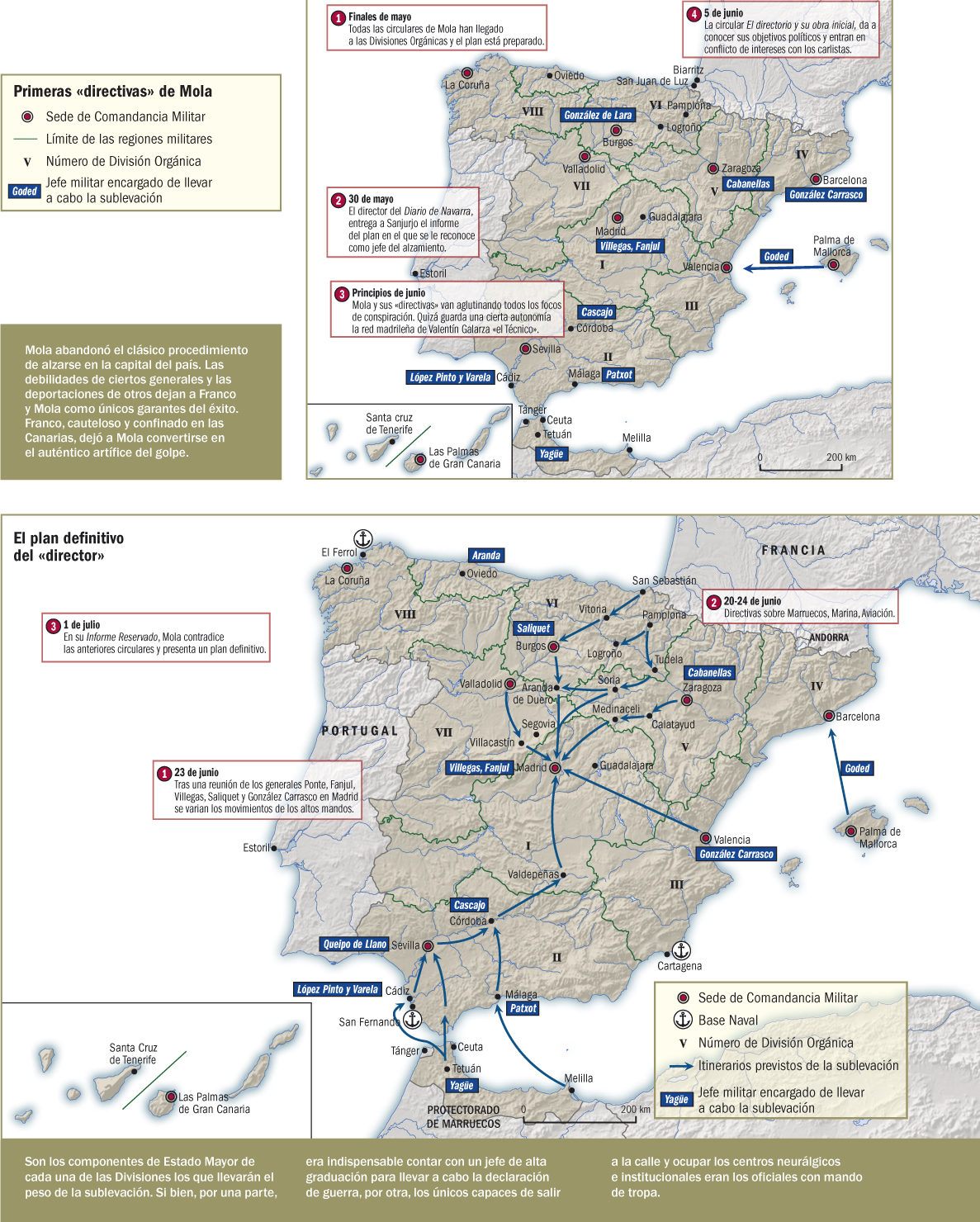
Según el plan golpista trazado por Emilio Mola, la 2.ª División Orgánica debía asegurar los puertos de Algeciras y Málaga para que el Ejército de África desembarcase allí y se dirigiese luego a Madrid.

El núcleo de la trama golpista en Sevilla estaba compuesto principalmente por seis militares liderados por el comandante de Estado Mayor José Cuesta Monereo. Los otros conspiradores eran el comandante de Infantería Eduardo Álvarez-Rementería, miembro de la UME y presidente del comité militar local de Falange Española; los capitanes de Aviación Francisco Carrillo y Modesto Aguilera, ambos miembros de ese comité; el capitán de Estado Mayor Manuel Gutiérrez Flores, falangista y ayudante del general Villa-Abrille, y el también capitán de Estado Mayor Escribano Aguirre.
Los conspiradores contaron con el apoyo de otros oficiales, algunos con mando directo como el comandante Núñez (Intendencia) y el coronel Pilar (Carabineros) y otros en puestos clave de sus respectivas unidades como el teniente coronel Yturzaeta en Artillería, el comandante Garrigós en la Guardia Civil, en Zapadores y el comandante Azaola en Aviación. En el bando opuesto el único bastión seguro del Gobierno de la República en Sevilla era la Guardia de Asalto, con su jefe el comandante José Loureiro. Además en casi todas las unidades la tropa, formada por soldados de reemplazo, era mayoritariamente izquierdista. Por ello al comenzar el verano los conspiradores dieron permiso a muchos reclutas para que se fueran a sus casas.
Los golpistas sevillanos estaban en contacto con Valentín Galarza, uno de los coordinadores generales del golpe desde Madrid, y con el director de la conspiración, el general Emilio Mola. Como los conspiradores de Sevilla tenían como máximo la graduación de comandante les hacía falta algún general que el día de la sublevación pudiese deponer a Villa-Abrille y asumir el mando de la plaza y de la 2.ª División Orgánica. El primer escogido fue el general de brigada Julián López Viota, que era también el gobernador militar de la plaza, pero Viota declinó porque dudaba del éxito del golpe. Por ello a finales de junio Galarza informó al general de división Gonzalo Queipo de Llano de que tenía que encabezar la sublevación de Sevilla. El 10 de julio Cuesta le comunicó el nombramiento de Queipo de Llano a los otros conspiradores, de manera restringida porque temían que fuese mal acogido por los falangistas y los carlistas por su conocido republicanismo.
Hubo muy pocos civiles de derechas vinculados al grupo conspirador. El líder local de la Falange, el extorero José García Carranza «el Algabeño», fue informado de la inminente sublevación solo el día 17 por la tarde. El papel de los carlistas en los primeros momentos fue marginal. Sí que hubo varios militares retirados implicados, entre ellos Pedro Parias González, excomandante, al que Queipo nombraría gobernador civil el día 18.
El gobernador civil de Sevilla José María Varela Rendueles reconoció en sus memorias (Rebelión en Sevilla. Memorias de su gobernador rebelde, páginas 92-94), publicadas en 1984, que cometió el error de confiar «en la verdad ajena y en la ajena lealtad». «Si se nos decía: —Yo acato la República. —Yo estoy dispuesto a servir a la República. —Tiene usted mi palabra de que seré leal a la República. Esa tenía que ser la verdad y no cabía dudar de ella... Aun sabiendo como se sabía que se conspiraba en los cuarteles, se mantenía la confianza en el Ejército... ¿Con qué derecho poner en duda la fidelidad de la palabra empeñada por unos hombres que hacen culto al honor y sagrado el empeño de cumplirla? ¿No sería ofensiva insensatez, culpable provocación, todo asomo de desconfianza?». «El coronel Mateos y yo nos creíamos hombres de paz, en una España deseosa de ella, leales a nuestras promesas, creyentes en la existencia del mismo espíritu pacífico en los otros y atribuyendo idéntica lealtad a los demás hacia el régimen a cuyo servicio, por nuestra libre voluntad nos hallábamos».

### 17 de julio de 1936
Hacia las 16:00 del 17 de julio se recibió en Sevilla un telegrama cifrado de la comandancia militar de Algeciras que alertaba de que se había sublevado la guarnición de Melilla. El general Villa-Abrille fue informado, pero, al no conseguirse verificar la noticia, se marchó a casa sin tomar ninguna medida. Casi al mismo tiempo un radioaficionado informó a los golpistas sevillanos de que el día anterior se había producido un movimiento anormal de tropa en Marruecos. Hacia las 17:00 el Gobierno de Madrid confirmó por teléfono la sublevación de Melilla y en general de todo el Ejército de África.
Una de las primeras medidas del Gobierno fue concentrar bombarderos en el aeródromo de Tablada (a las afueras de Sevilla) para atacar los cuarteles africanos al amanecer. Antes de bombardear, los aviones debían lanzar unos pasquines conminando a los sublevados a deponer las armas en una hora. Concretamente Villa-Abrille recibió la orden de imprimir los pasquines (lo cual logró hacer a través del diario El Liberal) pertrechar de bombas a 3 aviones enviados desde Madrid. Sin embargo, a lo largo de la noche dos oficiales golpistas sabotearon la orden de modo que cuando llegaron los aviones no había bombas disponibles en la base.
El gobernador civil de Sevilla, Valera, tomó medidas de precaución contra una posible sublevación, apostando destacamentos mixtos de guardias de asalto y militantes de izquierdas en los alrededores de cuarteles del Ejército. Se negó por el contrario a repartir armas a la población.
Por su parte el general Queipo de Llano pasó el día 17 en Sevilla y a última hora de la tarde salió hacia Huelva, con la coartada de asistir a un acto protocolario en Isla Cristina el día siguiente. Allí, disimulado en un cine, recibió un mensaje de los golpistas de Sevilla. Pasó la noche en Huelva y por la mañana, tras visitar al gobernador civil de esa provincia, se dirigió de nuevo a Sevilla.

## El golpe
El día 18 por la mañana, un capitán golpista de Tablada disparó contra los motores y rueda de uno de los aviones enviados por el gobierno, inutilizándolo. Los otros dos bombarderos lograron finalmente despegar a las diez y media y cumplieron su misión en Marruecos, lanzando primero los pasquines y una hora después bombas sobre instalaciones militares de Melilla y Tetuán.
En la ciudad, la mañana del 18 fue engañosamente tranquila. Atendiendo a las quejas de militares sevillanos, el presidente del Gobierno ordenó al gobernador civil que retirase los destacamentos de guardias y obreros de los alrededores de los cuarteles. A mediodía Varela informó a la prensa de que «la normalidad en la provincia de Sevilla es reflejo exacto de la que existe en toda la Península». Sin embargo, en ese mismo momento los golpistas del regimiento de Artillería Ligera estaban preparando dos baterías para el combate.
En la sede de la 2.ª División (plaza de la Gavidia) el general Villa-Abrille celebró por la mañana una reunión con los jefes de unidad de su guarnición en la que no se decidió nada significativo. Queipo de Llano llegó a la División durante la reunión y luego marchó a su hotel habitual. A las 13:15 Queipo volvió del hotel a la División junto con el capitán Carrillo. Entró por una puerta trasera y fue escondido en un despacho. Entre tanto, muchos oficiales golpistas entraban y salían del despacho de Cuesta. Villa-Abrille salió al patio e increpó a este para que cesara aquel movimiento. Estalló una discusión en la que Cuesta dijo que estaban todos sublevados. Inmediatamente trajeron a Queipo de Llano que, acompañado de Cuesta y nueve militares más, dio a Villa-Abrille la última oportunidad de unirse a los golpistas. Villa-Abrille declinó la oferta y Queipo ordenó encerrarlo en un despacho junto con el allí presente general López Viota y otros tres comandantes. Como la puerta del despacho no tenía llave, Queipo puso de vigilante a un cabo con un fusil.
La primera orden de los sublevados fue enviar una compañía de zapadores a reforzar el Parque de Artillería para evitar que los fusiles allí almacenados pudieran caer en manos de militantes de izquierdas. Cuesta se quedó para dar los últimos retoques al bando de guerra y hacerlo imprimir.
Queipo de Llano se dirigió a pie con algunos otros golpistas al cuartel del regimiento de Infantería n.º 6, muy cercano a la División. Allí trató de convencer a su jefe, el coronel Manuel Allanegui Lusarreta, de sumarse a la sublevación, pero este se negó y lo mismo hicieron los principales oficiales del regimiento. Entonces Queipo propuso que fueran todos a la División a hablar con Villa-Abrille. Allanegui y sus hombres aceptaron, pero al llegar a la División los arrestaron y encerraron junto a Villa-Abrille. Queipo volvió entonces al cuartel del regimiento, puso al mando al comandante José Gutiérrez Pérez y arengó a los soldados presentes en el cuartel. A las 14:30, de vuelta en la Gavidia, ordenó que saliera hacia el centro de la ciudad la columna de artillería que estaba preparándose desde por la mañana.

## Combates

### Lucha por el Centro

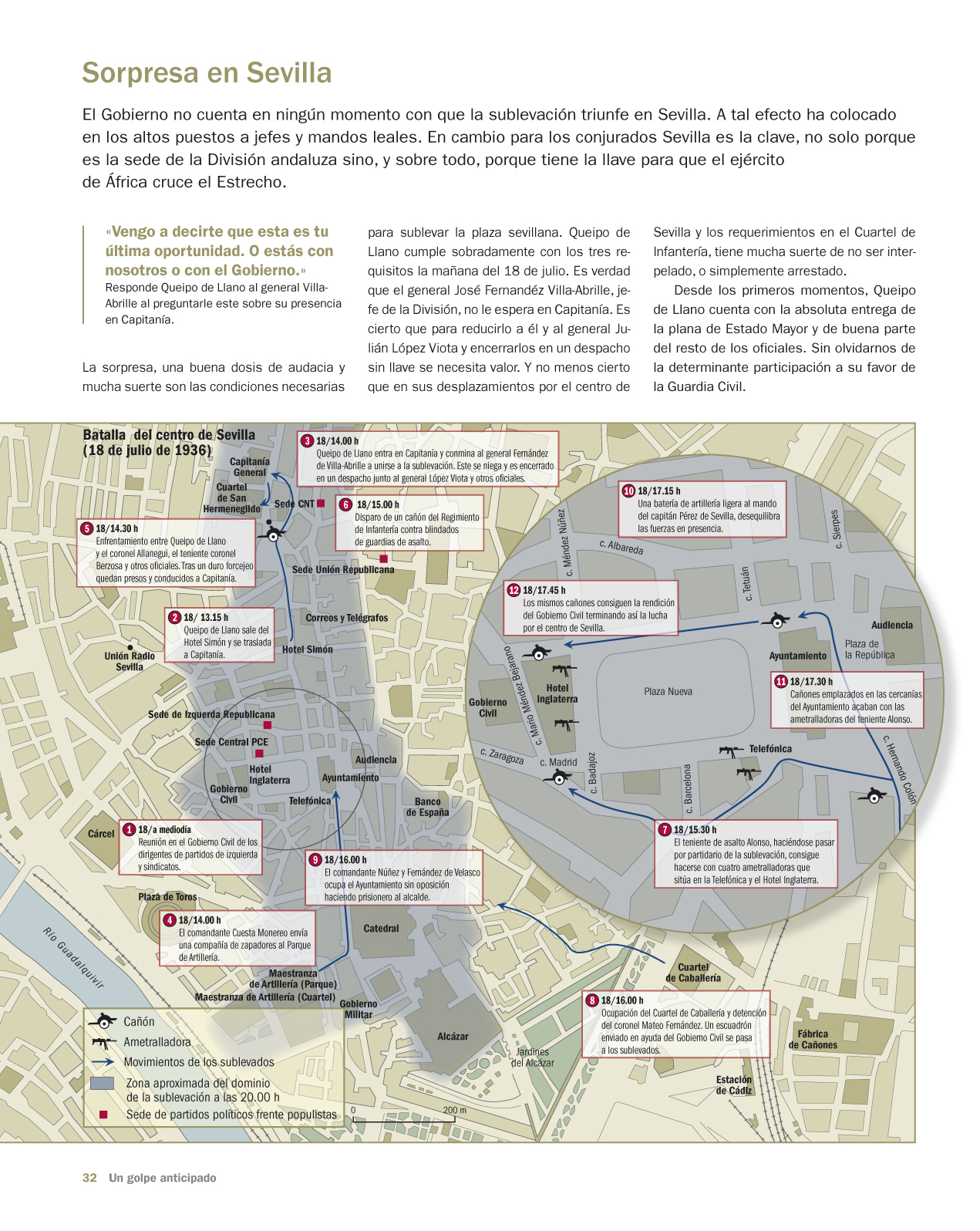
Mapa de los enfrentamientos en el centro de Sevilla el 18 de julio de 1936.

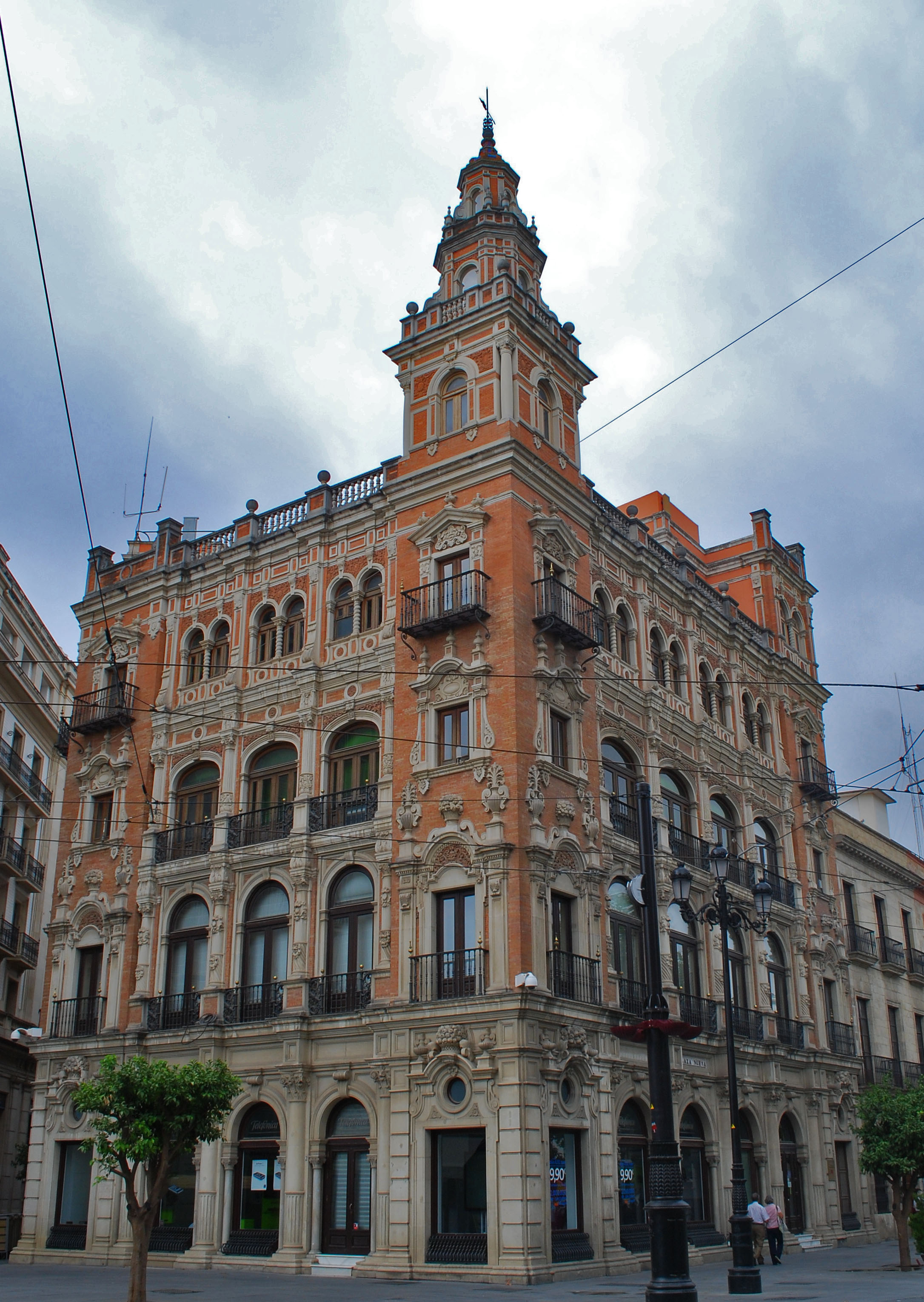
Edificio de Telefónica en la plaza Nueva, escenario de combates el 18 de julio.

A las 15:00 los sublevados enviaron una compañía de infantería, unos 100 soldados, del cuartel de infantería de San Hermenegildo a proclamar el bando de guerra por las calles y plazas colindantes a su cuartel. Yendo hacia la plaza Nueva se encontraron con una compañía de guardias de asalto a los que engañaron diciendo que estaban a favor del Gobierno, tras lo cual todos caminaron juntos hasta la plaza. Fue el propio gobernador civil, cuyo despacho estaba cerca de la plaza, el que alertó a los guardias del engaño, con lo que estalló un tiroteo. Los de Infantería tuvieron que salir huyendo, abandonando una o varias ametralladoras que los de asalto desplegaron en torno a la plaza.
Los sublevados ordenaron al comandante Núñez acudir con unos 70 soldados de Intendencia a la plaza Nueva, donde una sección de zapadores también estaba luchando contra los guardias de asalto. Además desplegaron una compañía de fusileros de Sanidad Militar entre las puertas de Jerez y de la Carne. Sobre las cinco de la tarde también se unió a los sublevados la Guardia Civil. Una sección se incorporó al combate en la plaza Nueva mientras que otras unidades desplegaron ametralladoras en torno al centro para aislarlo de los barrios pobres, de donde podían venir milicianos izquierdistas. Los sublevados también armaron a algunos civiles falangistas en el regimiento de Infantería. En el bando contrario sobre las 14:45, los guardias de asalto del cuartel de la Alameda de Hércules repartieron unos 80 fusiles a civiles. Desde allí los partidarios del Gobierno formaron dos columnas, cada una encabezada por una autoametralladora. Una fue hacia el Parque de Artillería, cerca de la Maestranza, donde fueron repelidos sangrientamente por los sublevados. La otra acudió a defender el gobierno civil.
Por su parte, Varela pidió ayuda al coronel Mateo, jefe del regimiento de Caballería, que envió una sección a proteger el gobierno civil. Esta columna, de 104 hombres, se encontró al salir con la columna de artillería que estaba saliendo del cuartel vecino hacia el mismo destino y con la misión opuesta. Sin embargo, los artilleros pidieron escolta a los de caballería y estos se la dieron con naturalidad. La sección de caballería llegó al gobierno civil, pero allí el teniente que la mandaba decidió no acatar las órdenes de Varela. Entre tanto varios oficiales de caballería que habían permanecido en el cuartel arrestaron al coronel Mateo y unieron su unidad a la sublevación.
Desde Triana una muchedumbre de personas de izquierda cruzó por el puente y se instaló en la calle Reyes Católicos para debatir qué hacer a continuación. Algunos caminaron hasta el Parque de Artillería para pedir armas, pero a las puertas del cuartel fueron tiroteados sin previo aviso por los militares, muriendo once personas. Sobre las 16:00 empezaron a saquear e incendiar las viviendas de la alta burguesía sevillana. Más tarde, no pudiendo avanzar por la calle Zaragoza hacia la plaza Nueva, enviaron un taxi con cinco milicianos dando un rodeo por la puerta de Jerez para informarse de lo que ocurría en la plaza. Los milicianos no volvieron nunca porque fueron acribillados por la Guardia Civil, con lo cual la muchedumbre no supo cómo incorporarse al combate y terminó retornando a su barrio.
Dentro del Gobierno civil también se encontraba Saturnino Barneto, destacado líder sindical y dirigente del PCE en Sevilla. A lo largo de aquella tarde, Barneto pidió en repetidas ocasiones al gobernador Varela que autorizara la entrega de armas al pueblo, a lo que Varela se negó.
El combate en la plaza Nueva entró en su momento decisivo hacia las 18:15, cuando llegaron los artilleros y desplegaron dos cañones contra las posiciones de las fuerzas leales al Gobierno. Primero cañonearon el edificio de la Telefónica, matando al teniente de Asalto Ignacio Alonso Alonso, tras lo cual los resistentes se retiraron. A continuación dejaron fuera de combate a la última de las autoametralladoras de la guardia de asalto y dispararon 14 cañonazos sobre el hotel Inglaterra, de donde también tuvieron que retirarse los leales.
A las 20:00, tras un primer y último cañonazo contra el gobierno civil, Varela se rindió telefónicamente a Queipo de Llano. Junto con él se rindieron el comandante José Loureiro y varias personas más. El dirigente comunista Saturnino Barneto logró huir. Queipo nombró nuevo gobernador civil a su amigo Parias. Este, a su vez, logró que Queipo nombrara alcalde a su amigo Ramón de Carranza Gómez, marqués de Sotohermoso. Tras la caída del gobierno civil los sublevados obligaron a José Loureiro a ordenar por teléfono que se rindiera el cuartel de la Guardia de Asalto en la Alameda. Se rindieron unos 500 guardias que luego fueron «depurados». Loureiro fue fusilado el 23 de julio, así como varios de sus oficiales.

A las nueve de la noche el Ejército es dueño de la calle Jesús del Gran Poder, plaza del Duque, calle Tetuán, plaza Nueva, avenida de la Libertad, calle San Fernando, avenida de la Borbolla y paseo de la Palmera. El resto de la capital se halla en manos de los extremistas. Simultáneamente a la ocupación del centro de Sevilla por las tropas, las turbas armadas se apoderaron de los barrios de San Julián, San Marcos, la Macarena y Triana.
Diario de operaciones de la 2.ª División Orgánica. Entrada del 18 de julio de 1936.

### Tablada

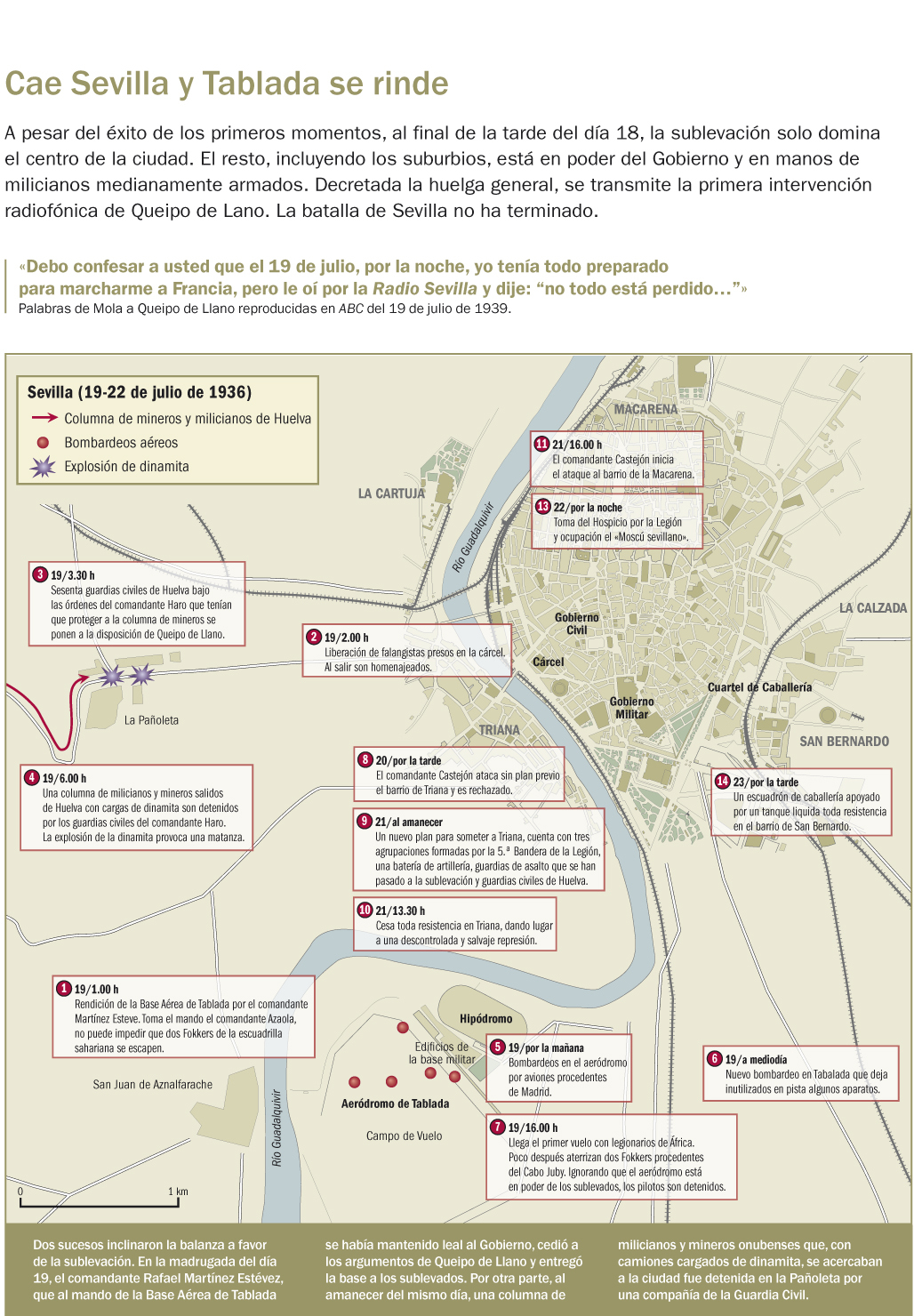
Mapa de los principales combates en Sevilla y alrededores entre el 19 y el 23 de julio.

Durante la mañana del día 18 la base aérea de Tablada fue la única instalación militar de Sevilla en la que hubo actividad bélica. Durante la noche habían aterrizado varios bombarderos provenientes de Madrid para cargar bombas y atacar a continuación a los sublevados de Marruecos. A lo largo de la mañana se fueron produciendo varios actos de sabotaje por parte de militares partidarios de la sublevación, de modo que solo llegó a despegar un avión, que bombardeó Tetuán.
Tras producirse el golpe en el centro de Sevilla, el capitán Carrillo, uno de los principales conspiradores, se desplazó a la base con órdenes de deponer al comandante Rafael Martínez Esteve y poner en su lugar a su subordinado el comandante Azaola. Esteve se negó y, con ayuda de uno de sus oficiales, arrestó a los dos golpistas. A continuación envió sendos destacamentos a bloquear tanto el puente de San Juan de Aznalfarache como el puente de Hierro. Este último fue izado para evitar que los sublevados pudiesen cruzar a la orilla de Tablada.
Al comenzar el ataque golpista al gobierno civil, el gobernador Varela pidió por teléfono a Martínez Esteve que bombardease a los sublevados de la plaza Nueva y a la sede de la División en la Gavidia. Esteve se negó, pero accedió a enviar unos 100 hombres a defender el gobierno civil. Sin embargo, más tarde las malas noticias provenientes del centro de la ciudad le disuadieron de enviar esta tropa. Sí que despegaron varios aviones a lo largo de la tarde, para realizar misiones sobre Marruecos. Cerca de medianoche, rendidos el gobierno civil y el cuartel de la Guardia de Asalto, Martínez Esteve se desmoralizó y decidió rendirse también, por lo que le cedió el mando a Azaola. Esteve fue condenado a muerte el 20 de septiembre de 1936, pero más tarde le fue conmutada la pena.
Entre la tarde del día 19 y la mañana del 20 aterrizó en Tablada una compañía completa de la Legión, al mando del comandante Antonio Castejón Espinosa. Llegaron también por tierra un tabor y una compañía de Regulares.

### Columna minera de Riotinto
Al tenerse noticia en Madrid de los combates en el centro de Sevilla, el director general de la Guardia Civil, general Pozas, ordenó que se enviasen desde la provincia de Huelva refuerzos para ayudar a sofocar el intento de golpe de Estado. Se constituyó así una agrupación de combatientes voluntarios en las cuencas mineras de la provincia de Huelva para transportar dinamita a Sevilla. El plan era que los mineros se uniesen en La Palma del Condado a un grupo de guardias civiles y de asalto enviados desde Huelva capital para entrar juntos en la capital hispalense. Sin embargo, el comandante de estos guardias traicionó a sus mandos, se pasó a los sublevados y el 19 de julio por la mañana tendió una emboscada a la columna minera en La Pañoleta, a las afueras de Sevilla. Los guardias ametrallaron a los mineros, haciendo estallar la dinamita. Murieron 25 mineros y 71 fueron hechos prisioneros. Algunos camiones pudieron dar media vuelta y huir mientras el resto de la columna se desbandó a pie. Los capturados serían más tarde condenados a muerte y fusilados, excepto uno que se salvó por ser menor de edad.

### Triana
Dentro de un cuarto de hora, a partir de esta orden, deberán todos los vecinos de Triana abrir sus puertas, a fin de que pueda hacerse el rápido servicio de captura de los pocos que aún disparan desde las azoteas para producir la alarma.

Los hombres deberán estar en la calle, levantando los brazos en cuanto se presenten las fuerzas de vigilancia para dar la sensación de tranquilidad y coadyuvar al mejor servicio.
Advertencia de los militares sublevados a los vecinos de Triana, 20 de julio de 1936.

El día 19 el barrio de Triana amaneció con sus accesos cubiertos por barricadas, tras las que se parapeteaba un número desconocido de militantes de izquierda con armas ligeras. Los sublevados colocaron varios cañones de artillería en la orilla opuesta, entre el puente de Triana y el de San Telmo, apuntando a Triana.
El día 20 los sublevados lanzaron un primer asalto, fallido, al mando del comandante Castejón. Una compañía de la Legión, otra de Infantería y una centuria de falangistas, apoyadas por varias piezas de artillería, cruzaron el río por el puente de San Telmo, pero fueron rechazados en las barricadas y tuvieron que retirarse. Sí consiguieron apoderarse de Dos Hermanas, último obstáculo en la comunicación terrestre entre Sevilla y Cádiz.

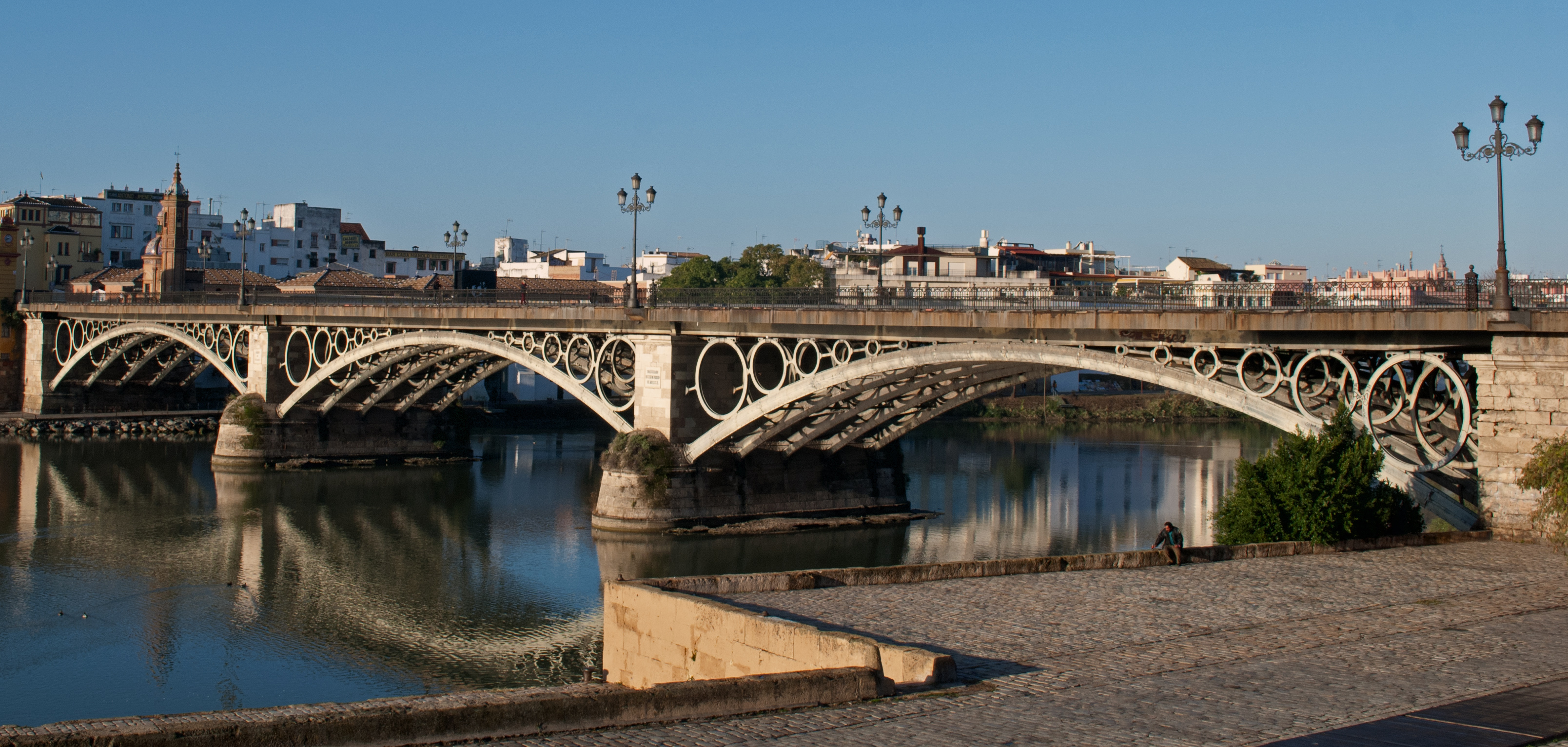
El puente de Triana fue uno de los tres ejes del asalto de los sublevados el día 21.

Al día siguiente los golpistas volvieron a atacar, esta vez por tres puntos diferentes a la vez. Por el puente de San Telmo avanzó la 5.ª bandera de la Legión al completo, al mando de Castejón, con una batería de artillería y una autoametralladora de Asalto; así como varios voluntarios derechistas, entre ellos el nuevo alcalde Ramón de Carranza. Los atacantes lograron cruzar el puente y situar su artillería al lado del convento de Los Remedios, en la actual plaza de Cuba. Desde allí cañonearon las entradas a las calles Betis y Pagés del Corro y avanzaron por ellas.
Por el flanco derecho cruzaron la pasarela del Agua los guardias civiles del comandante Haro, junto a falangistas y requetés. El piso de madera de la pasarela quedó destrozado, quemado. Esta fuerza levantó el asedio al cuartel de la Guardia Civil en la calle Pagés del Corro.
Por el centro, por el puente de Triana, atacó un grupo de guardias de asalto al mando del capitán Daniel Lindo, más legionarios y falangistas. Cuerpo a tierra llegaron al Altozano, donde cayó mortalmente herido Lindo. Desde allí se dividieron en grupos que fueron al encuentro de las otras dos columnas.
En la fase final del asalto, en las calles interiores del barrio, los sublevados atacaron con ametralladoras y granadas de mano toda casa en la que encontraban o sospechaban resistencia. Hubo numerosos fusilamientos. A la una de la tarde la lucha prácticamente había terminado, salvo algún tiro esporádico de francotirador. Ese mismo día los golpistas ocuparon San Juan de Aznalfarache y atacaron Alcalá de Guadaira.

### Macarena y San Julián

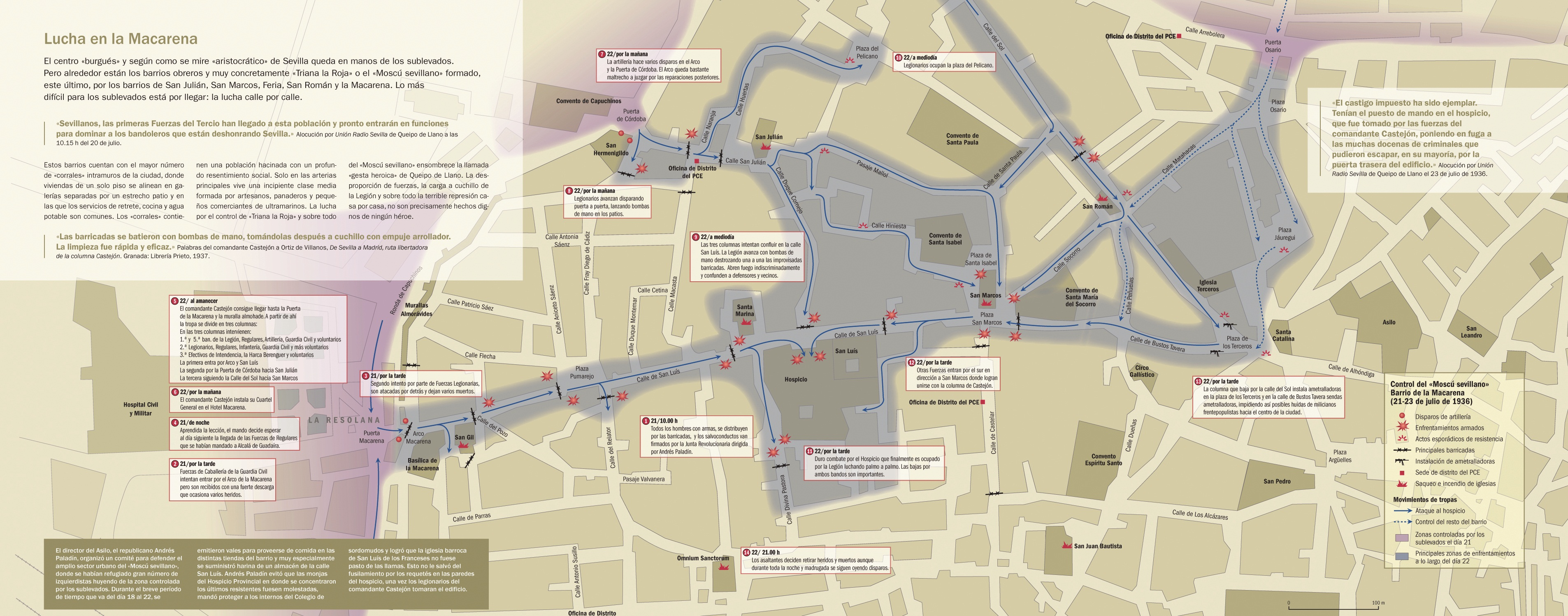
Desarrollo de los combates en la Macarena y barrios adyacentes. Autor: Víctor Hurtado.

Al igual que ocurrió en Triana, en los barrios populares de la Macarena, San Gil y San Julián las milicias de izquierdas levantaron barricadas y se prepararon a defenderse esperando recibir refuerzos.
El día 20 de julio los sublevados lanzaron unidades de caballería contra la plaza de San Marcos. El ataque fue repelido, muriendo el comandante de los atacantes. Por la puerta de Córdoba atacaron infantería y falangistas, que también fueron rechazados en las barricadas. Los sublevados utilizaron como escudos humanos a mujeres y niños, de los cuales murieron al menos dos. El 21 por la tarde hubo un nuevo ataque, esta vez de legionarios por la Macarena, que también fracasó. Por otra parte una compañía de regulares enviada desde Sevilla para reforzar a los sublevados de Córdoba fue rechazada por anarco-sindicalistas en Carmona.
Al amanecer del día siguiente, 22, los sublevados lanzaron un ataque de mayor envergadura, con la 5.ª bandera de la Legión, tropas del ejército regular, Guardia Civil y algunos requetés, falangistas y milicianos de Acción Popular. Atacaron simultáneamente por tres puntos: arco de la Macarena, calle Sol y puerta de Córdoba. El objetivo general era llegar a la calle Valderrama, detrás del asilo de San Luis (por aquel entonces Hospicio Provincial).
El ataque comenzó con dos cañonazos contra el arco de la Macarena. La artillería fue desmontando sucesivamente las barricadas. Según Castejón, que dirigió el ataque por este lugar, los legionarios avanzaron «en dos columnas de a uno en fondo por las aceras, contestando con certeros disparos el fuego que se hacía desde ventanas y balcones. Las barricadas se batieron con bombas de mano, tomándolas después a cuchillo con empuje arrollador». Los sublevados se apoderaron así del barrio de la Macarena y fusilaron a toda persona capturada con un arma en la mano.
Por la calle Sol atacó un contingente con mucha caballería que llegó a las plazas de San Julián y del Pelícano, de donde se separó en tres grupos que convergieron sobre la plaza de San Marcos. Allí también se dirigieron los guardias civiles que habían entrado por la puerta de Córdoba. En la plaza de San Marcos se entabló entonces un duro combate. Los sublevados emplearon artillería, una ametralladora blindada y bombas de mano.
En el asilo de San Luis habían convergido refugiados que huían de los combates. Su administrador, Andrés Palatín Ustriz, protegió a las monjas, evitó que fuera asaltada la iglesia y proveyó alimentos a los refugiados. Durante la tarde del día 22 los sublevados asaltaron el asilo, apresaron a Palatín y los requetés lo fusilaron allí mismo, junto a varios otros empleados del centro. Los sublevados, al no poder identificar a los líderes de la resistencia contra la que habían luchado, dijeron que el cabecilla había sido Palatín, al que tacharon de comunista o anarquista. Sin embargo, hoy día se sabe que Palatín no era marxista, sino que pertenecía al partido Unión Republicana de Diego Martínez Barrio. Probablemente los verdaderos líderes de las milicias habían sido los dirigentes del PCE, que lograron esconderse y huir al terminar los combates.

### Últimos combates
El 22 de julio por la tarde fuerzas sublevadas de caballería, regulares y voluntarios derechistas atacaron y tomaron el barrio de San Bernardo, último reducto frentepopulista en la ciudad de Sevilla. Hicieron cientos de prisioneros. Ese mismo día también se apoderaron de Carmona, último obstáculo en la ruta entre Córdoba y Sevilla, así como El Arahal.

## Consecuencias

### Impacto estratégico
Entre las 14:30 y las 15:00 del día 18, al poco de comenzar los combates en Sevilla, Queipo de Llano dio la orden de sublevarse a las restantes guarniciones de Andalucía, sin esperar hasta el día 19 como estaba previsto en el plan de Mola. A lo largo de la tarde secundaron su llamamiento las guarniciones de Cádiz (general José López-Pinto), Jerez de la Frontera (comandante Salvador de Arizón), Algeciras (teniente coronel Manuel Coco), Córdoba (coronel Ciriaco Cascajo) y Málaga (general Francisco Patxot). Si bien la sublevación fracasó en Málaga, su triunfo en la provincia de Cádiz dio oportunidad de cruzar el estrecho de Gibraltar a algunas unidades del Ejército de África que los días siguientes serían decisivas en la batalla de Sevilla. A su vez el aeródromo de Tablada se convertiría en una de las principales puertas de entrada a la Península para legionarios y regulares. A lo largo del mes de julio llegaron a Sevilla 2073 efectivos del Ejército de África, la mayoría por vía aérea.
Los combates del día 18 de julio en el centro de Sevilla mostraron que las milicias populares no podían derrotar a los militares sublevados si no disponían de una cantidad importante de armas. Ello aumentó la insistencia de los partidos y sindicatos de izquierdas para que el gobierno les entregara armamento. El 19 de julio por la mañana el nuevo presidente del Gobierno, José Giral, accedió a la petición. Ello resultó decisivo para que las fuerzas progubernamentales aplastasen la sublevación tanto en Barcelona como en Madrid.
Desde Sevilla los sublevados reforzaron a la guarnición de Córdoba para resistir posibles contraataques de las fuerzas gubernamentales. También de Sevilla salieron las fuerzas sublevadas que conquistaron el sur de la provincia de Huelva, a finales de julio. A principios de agosto, Sevilla se convirtió en una de las bases principales de la ofensiva de las tropas rebeldes hacia Madrid, dirigida por el general Franco. A mediados de ese mes salió de Sevilla una nueva columna para conquistar la cuenca minera de la sierra de Huelva. La última acción militar de la guerra en la que Sevilla jugó un papel de cierta importancia fue la ofensiva franquista sobre Málaga, en enero de 1937. A partir de entonces la ciudad quedó alejada del frente bélico, si bien hasta 1939 siguió viviendo bajo el mando casi absoluto de Queipo de Llano.

### Violencia de izquierdas
El día 18, al estallar la sublevación, una muchedumbre de militantes y simpatizantes de organizaciones de izquierda se echó a la calle para defender al Gobierno y atacar a aquellos sevillanos sospechosos de apoyar a los golpistas. Fueron linchados tres falangistas y dos sacerdotes o quizás tres. También fueron saqueadas e incendiadas una veintena de casas de aristócratas y familias acomodadas. A partir de las cuatro de la tarde empezaron a arder numerosas iglesias: Omnium Sanctorum, San Marcos, San Román, Santa Marina, San Gil, San Roque, San Bernardo, Santa Ana y La O.

### Violencia de derechas
El ejército y las milicias derechistas fusilaron a varios miles de personas en Sevilla y su provincia durante la sublevación y los meses siguientes. La cifra exacta es desconocida porque la gran mayoría de los fusilados no fueron inscritos en el registro civil de fallecimientos. La estimación más baja publicada es la del general franquista Ramón Salas Larrazábal, que la limita a 2417 ejecutados en toda la provincia. El exgobernador Varela calculó unos 6000 muertos mientras que Antonio Bahamonde, exdelegado de prensa de Queipo de Llano, escribió que fueron 20 000 solo en Sevilla capital. Se ha comprobado que entre julio de 1936 y febrero de 1937 fueron arrojados a la fosa común del cementerio de la ciudad 3028 cadáveres anónimos, probablemente todos muertos a manos de los sublevados. Entre ellos deben encontrarse los restos del alcalde de la ciudad, Horacio Hermoso, y los del presidente de la Diputación Provincial, José Manuel de Puelles, ambos fusilados.
La violencia desatada por los golpistas tuvo varias fases. Durante la sublevación fueron fusilando sobre la marcha a todo combatiente enemigo capturado y arrestando a muchas otras personas. La ciudad se llenó de cárceles improvisadas en las que se agolpaban miles de sevillanos. Los arrestos, torturas y fusilamientos eran llevados a cabo por organizaciones diversas (falangistas, carlistas, militares, etc) y sin ningún procedimiento judicial. A partir de agosto Queipo de Llano nombró al capitán Manuel Díaz Criado «delegado de Orden Público» encargado de organizar la represión; el 12 de noviembre Franco lo destituyó y lo reemplazó por Santiago Garrigós, que aumentó la cadencia de fusilamientos. A partir de febrero de 1937 la represión pasó a ser formalizada mediante consejos de guerra dirigidos por Garrigós.

## Propaganda y leyendas
El bando sublevado utilizó en su propaganda de guerra algunos de los episodios del golpe de Estado en Sevilla, tergiversándolos. Queipo de Llano lo hizo frecuentemente en sus numerosos discursos radiofónicos. Por ejemplo de la columna minera dijo que había tenido la intención de «volar Sevilla» mientras que el comandante Haro propaló el bulo de que pretendían dinamitar la Giralda.
En torno a la figura de Queipo de Llano se construyó una leyenda que pretendía exagerar su valor y su astucia. Se hizo creer que Queipo tomó Sevilla con solo un puñado de soldados y que consiguió que los barrios de izquierdas se rindieran simplemente paseando a tropas moras montadas en camiones. En realidad los golpistas contaron con varios miles de soldados, casi toda la guarnición de Sevilla excepto la Guardia de Asalto y la base de Tablada. Una crónica anónima titulada Historia del alzamiento glorioso de Sevilla y publicada en 1937 detalla los nombres de 5782 hombres que lucharon en el bando sublevado aquellos días. Los barrios de izquierdas solo fueron conquistados tras violentos combates.
Los partidarios de Queipo narraron los arrestos de Villa-Abrille y de Allanegui como tensas escenas en las que Queipo se impuso por su astucia y su arrojo, actuando casi en solitario. En realidad el general siempre estuvo acompañado de un nutrido grupo de oficiales golpistas, Villa-Abrille no puso objeciones en someterse y a Allanegui le tendieron una encerrona. Por otra parte hoy se sabe que el verdadero cerebro del golpe de Estado en Sevilla no fue Queipo de Llano, sino el coronel José Cuesta.